# Списак народних хероја: Ц
Списак народних хероја чије презиме почиње на слово Ц, за остале народне хероје погледајте Списак народних хероја:
1. Никола Цар Црни (1910–1942) за народног хероја проглашен 5. јула 1951. године.[1][2][3]
2. Перо Цар (1920–1985) Орденом народног хероја одликован 23. јула 1953. године.[4][3]
3. Вјећеслав Цветко Флорес (1917–1941) за народног хероја проглашен 16. јула 1951. године.[5][6][7]
4. Маријан Цветковић (1920–1990) Орденом народног хероја одликован 27. новембра 1953. године.[8][9]
5. Никола Цвијетић (1913–1991) Орденом народног хероја одликован 27. новембра 1953. године.[8][9]
6. Миљенко Цвитковић (1914–1943) за народног хероја проглашен 22. јула 1949. године.[а][11][12]
7. Драган Церовић (1919–1942) за народног хероја проглашен 10. јула 1953. године.[13][14]
8. Комнен Церовић (1916–2000) Орденом народног хероја одликован 27. новембра 1953. године.[б][6]
9. Андреј Цетински (1921–1998) за народног хероја проглашен 27. новембра 1953. године.[15][16]
10. Тодор Циповски (1920–1944) за народног хероја проглашен 5. јула 1951. године.[в][1][13]
11. Крсте Црвенковски (1921–2001) Орденом народног хероја одликован 27. новембра 1953. године.[18][17]